# Machaerotypus semirubronigris
Machaerotypus semirubronigris är en insektsart som beskrevs av Yuan och Chou. Machaerotypus semirubronigris ingår i släktet Machaerotypus och familjen hornstritar. Inga underarter finns listade i Catalogue of Life.